# 윌셔 그랜드 센터
윌셔 그랜드 센터(Wilshire Grand Center)는 미국 캘리포니아주 로스엔젤레스에 위치한 마천루로 캘리포니아 최대 높이다. 또한, 미국 서부에서 가장 높은 건물이다.

## 평면도
- 지하 7층 : 소매상과 인터콘티넨탈 로스앤젤레스 다운타운 회의실 및 수영장으로 연단 건물.
- 11층 ~ 29층 : 사무실
- 31층 ~ 68층 : 인터콘티넨탈 로스앤젤레스 다운타운 - 객실
- 69층 : 인터 컨티넨탈 로스앤젤레스 다운타운 - 레스토랑 - 소라 & 데카당스
- 70층 : 인터 컨티넨탈 로스앤젤레스 다운타운 - 메인 로비와 스카이 바
- 71층 : 인터 콘티넨탈 로스앤젤레스 다운타운 - 레스토랑 - 라 부셰리 온 71
- 73층 : 인터 컨티넨탈 로스앤젤레스 다운타운 - 스파이어 73 오픈-에어 바

## 같이 보기
- 다운타운 로스앤젤레스
- 로스앤젤레스의 마천루 목록
- 피거로아 스트리트
- 윌셔대로